# Desports
Desports est une revue française dédiée aux sports fondée en 2013 par les Éditions du sous-sol et disparue en 2017, après 10 numéros.

## Historique
Après avoir fondé la revue Feuilleton en 2011, et à la suite du succès rencontré par deux reportages du deuxième tome de la revue consacrés au sport, les éditions du sous-sol décident de lancer un deuxième Mook publiant des reportages consacrés au sport,. Le titre de la revue fait référence à « desport », variante de deport, terme d'ancien Français désignant le plaisir, le divertissement.